# Landauverteilung
Die Landauverteilung ist eine stetige Wahrscheinlichkeitsverteilung, die nach Lev Landau benannt ist. Aufgrund ihrer langen Ausläufer sind die Momente der Verteilung (wie der Erwartungswert und die Varianz) nicht definiert. Die Landauverteilung ist ein Spezialfall der Lévy-stabilen Verteilungen.

## Definition

Dichte p(x) einer Landauverteilung

Die Wahrscheinlichkeitsdichte der Standard-Landauverteilung wird durch das komplexe Integral
{\displaystyle p(x)={\frac {1}{2\pi i}}\int _{c-i\infty }^{c+i\infty }\!e^{s\log s+xs}\,ds,}
definiert, wobei {\displaystyle \log } den natürlichen Logarithmus bezeichnet und {\displaystyle c} eine beliebige positive reelle Zahl ist, die keinen Einfluss auf das Ergebnis hat. Für numerische Zwecke ist die folgende, äquivalente Form besser geeignet
{\displaystyle p(x)={\frac {1}{\pi }}\int _{0}^{\infty }\!e^{-t\log t-xt}\sin(\pi t)\,dt.}
Die Verteilung kann durch den folgenden geschlossenen Ausdruck approximiert werden
{\displaystyle p(x)\approx {\frac {1}{\sqrt {2\pi }}}\exp \left\{-{\frac {1}{2}}(x+e^{-x})\right\}.}
Die Landauverteilung ist ein Spezialfall der Lévy-stabilen Verteilungen mit den Parametern {\displaystyle \alpha =1} und {\displaystyle \beta =1}.
Die charakteristische Funktion lautet
{\displaystyle \varphi (t;\mu ,c)=\exp \!{\Big [}\;it\mu -|c\,t|(1+{\tfrac {2i}{\pi }}\operatorname {sgn}(t)\log(|t|)){\Big ]}.}
mit reellen Zahlen {\displaystyle \mu }, {\displaystyle c} und der Vorzeichenfunktion {\displaystyle \operatorname {sgn} }. Die Funktion erzeugt eine um {\displaystyle \mu } verschobene und um {\displaystyle c} skalierte Landauverteilung.

## Eigenschaften
- Wenn {\displaystyle X\sim {\textrm {Landau}}(\mu ,c)\,}, dann gilt {\displaystyle X+m\sim {\textrm {Landau}}(\mu +m,c)\,}.

## Anwendung
Die Landauverteilung beschreibt die Schwankungen des Energieaustritts aus einer dünnen Schicht durch Stoßionisation.